# Soberana 02
Soberana 02 o Soberana 2, nome tecnico FINLAY-FR-2, è un vaccino contro la COVID-19 prodotto dall'Istituto Finlay, un istituto di ricerca epidemiologica cubano. È un vaccino che combina un antigene debole con un antigene forte come vettore in modo che il sistema immunitario abbia una risposta più forte rispetto all'antigene debole. Questo vaccino richiede due dosi, la seconda viene somministrata 28 giorni dopo la prima iniezione. 
Il nome del vaccino, Soberana, è una parola spagnola che significa "sovrano". 
Il vaccino è conosciuto come Pasteurcovac in Iran, dove è stato sviluppato in collaborazione con l'Istituto Pasteur dell'Iran . 
Il 29 giugno 2021, Soberana 02 è stato autorizzato per l'uso di emergenza in Iran mentre il 20 agosto 2021 è stato autorizzato per l'uso di emergenza a Cuba. 
Il 17 settembre 2021 i centri sanitari di Cuba hanno dato il via alla campagna di vaccinazione annunciata dal governo alcuni giorni prima per i bambini a partire dai due anni diventando cosi il primo paese al mondo ad effettuare una campagna di questo tipo.

## Sviluppo
La subunità della proteina spinula è prodotta in colture cellulari di ovaio di criceto cinese.

### Cuba
Il governo cubano dice che sta progettando di produrre 100 milioni di dosi del suo vaccino per rispondere alla sua domanda e a quella di altri paesi. Cuba ha anche suggerito che, una volta approvato, offrirà il vaccino ai turisti che visitano il paese. 
La produzione del primo lotto di circa 100.000 dosi è iniziato ad aprile 2021. José Moya, rappresentante dell'Organizzazione Mondiale della Sanità e dell'Organizzazione Panamericana della Sanità (PAHO) a Cuba, ha suggerito che dopo che il vaccino avrà superato tutte le fasi cliniche, potrebbe essere incluso come parte del Fondo di rotazione dell'PAHO. 
Il roll-out è iniziato con una "Sperimentazione interventistica"  che consisteva nell'inoculazione di 150.000 partecipanti a rischio.  L'11 aprile 2021, il Ministero della Salute Pubblica di Cuba ha annunciato che 75.000 operatori sanitari sono stati inoculati con la loro prima dose di uno dei due vaccini di Fase III di Cuba. 

### Altre Nazioni
Vietnam, Iran, Venezuela, Argentina, Pakistan, India, Unione Africana, Giamaica e Suriname hanno espresso interesse per l'acquisto del vaccino, sebbene siano in attesa dei risultati della Fase 3. 
L'Iran ha firmato un accordo per produrre il vaccino e l'Argentina ne sta negoziando uno. Inoltre, il governo cubano ha offerto un "trasferimento di tecnologia" al Ghana e fornirà anche "materiali attivi" necessari per realizzare il vaccino.

## La fase 1
FINLAY-FR-2, inizialmente sviluppato nell'ottobre 2020, ha avuto 40 volontari per la sua fase I, secondo il Registro pubblico cubano delle sperimentazioni cliniche, con uno studio aperto, sequenziale e adattivo per valutare la sicurezza, le reazioni avverse ed esplorare l'immunogenicità del vaccino.

## La fase 2
La fase IIa ha coinvolto 100 cubani e la fase IIb ha avuto 900 volontari tra i 19 e gli 80 anni. Vicente Vérez, direttore generale del Finlay Vaccine Institute, ha affermato che il vaccino ha dimostrato di dare una risposta immunitaria dopo 14 giorni. La seconda fase è stata supervisionata da funzionari iraniani dell'Istituto Pasteur. Nel giugno 2021, Soberana ha avviato studi clinici su bambini e adolescenti di età compresa tra 3 e 18 anni dalla Fase I/II

## La fase 3
La fase III è iniziata all'inizio di marzo 2021 come originariamente previsto. I volontari dello studio sono divisi in tre gruppi: alcuni ricevendo due dosi del vaccino a distanza di 28 giorni, un altro gruppo ricevendo due dosi più un terzo richiamo immunitario (Soberana Plus), e il terzo un placebo. 
Sebbene le sperimentazioni coinvolgano migliaia di volontari adulti reclutati all'Avana,  i funzionari della sanità pubblica di Cuba hanno affermato che dovranno condurre studi di fase III anche all'estero perché l'isola non ha un focolaio di dimensioni sufficienti per produrre statistiche significative sui vaccini protezione. 
Il 13 marzo 2021, il Cuban Biotechnology and Pharmaceutical Industries Business Group (BioCubaFarma) ha annunciato sui social media di aver inviato 100.000 dosi del suo candidato vaccino contro il coronavirus Soberana 02 all'Istituto Pasteur dell'Iran per i test clinici, "come parte della collaborazione con altri paesi nello sviluppo di vaccini COVID-19”. 
Il 26 aprile 2021, è stato riferito che una Fase III condotta dall'Istituto Pasteur dell'Iran è stata approvata per essere avviata in Iran. È stato precedentemente riferito che l'Istituto ospiterà la Fase 3. Lo studio di Fase III in Iran è stato condotto su 24.000 adulti, di età compresa tra i 18 e gli 80 anni, in 8 città anche il Messico prevede di ospitare una sperimentazione di fase 3.

## Effetti collaterali
Il 6 maggio 2021, il Finlay Institute of Vaccines ha annunciato sui social media che sono stati osservati i seguenti eventi avversi: dolore al sito di iniezione (20%), infiammazione al sito di iniezione (5%) e disagio generale (5%).